# Конденсация
Конденса́ция паров (лат. condense «накопляю, уплотняю, сгущаю») — переход вещества в жидкое или твёрдое состояние из парообразного (обратный последнему процессу называется сублимация). Максимальная температура, ниже которой происходит конденсация, называется критической. Пар, из которого может происходить конденсация, бывает насыщенным или ненасыщенным.
Конденсация имеет место во многих теплообменных аппаратах (например, в мазутоподогревателях на ТЭС), в опреснительных установках, технологических аппаратах (перегонные аппараты). Важнейшее применение на ТЭС — конденсаторы паровых турбин. В них конденсация происходит на охлаждаемых водой трубах. Для повышения КПД термодинамического цикла ТЭС важно снижать температуру конденсации (за счёт понижения давления), и обычно она близка к температуре охлаждающей воды (до 25—30 °C).

#### Виды конденсации
Конденсация может происходить в объёме (туман, дождь) и на охлаждаемой поверхности. В теплообменных аппаратах — конденсация на охлаждаемой поверхности. При такой конденсации температура поверхности стенки Tw должна быть меньше температуры насыщения Ts, то есть Tw < Ts. В свою очередь, конденсация на охлаждаемой поверхности может быть двух видов:
- Плёночная конденсация — имеет место, когда жидкость смачивает поверхность (жидкость — смачивающая, поверхность — смачиваемая), тогда конденсат образует сплошную плёнку.
- Капельная конденсация — когда конденсат — несмачивающая жидкость и собирается на поверхности в капли, которые быстро стекают, оставляя почти всю поверхность чистой.

При плёночной конденсации теплоотдача намного меньше из-за термического сопротивления плёнки (плёнка мешает отводу тепла от пара к стенке). Реализовать капельную конденсацию сложно — несмачиваемые материалы и покрытия (типа фторопласта) сами плохо проводят тепло. А использование добавок — гидрофобизаторов (для воды типа масла, керосина) оказалось неэффективным. Поэтому обычно в теплообменных аппаратах имеет место пленочная конденсация. Гидрофобизатор, гидрофобность — от греческих «hydör» — «вода» и «phóbos» — страх. То есть гидрофобный — то же, что водоотталкивающий, несмачиваемый. Такие добавки для произвольных жидкостей называются лиофобизаторами.
Термин «неподвижный пар» в данном случае подразумевает отсутствие существенного вынужденного движения (разумеется, свободно-конвективное движение будет иметь место).
На поверхности стенки образуется плёнка конденсата. Она стекает вниз, при этом её толщина растёт благодаря продолжающейся конденсации (рис. …). Из-за термического сопротивления плёнки температура стенки  заметно меньше температуры поверхности плёнки, причём на этой поверхности имеется небольшой скачок температур конденсата  и пара  (для воды скачок обычно порядка 0,02–0,04 К). Температура пара в объёме  несколько выше температуры насыщения.
Сначала плёнка движется стабильно ламинарно — это ламинарный режим. Затем на ней появляются волны (со сравнительно большим шагом, пробегающие по плёнке и собирающие накапливающийся конденсат, так как в более толстом слое в волне скорость движения больше, и такой режим стекания энергетически выгоднее установившегося). Это ламинарно-волновой режим. Далее при большом количестве конденсата режим может стать турбулентным.
На вертикальных трубах картина аналогична случаю вертикальной стенки.
На горизонтальной трубе теплоотдача конденсации выше, чем на вертикальной (из-за меньшей в среднем толщины плёнки). При движущемся паре теплоотдача растёт, особенно при сдуве плёнки.
В случае пучков труб (в частности, в конденсаторах) имеют место особенности:
1. Скорости пара по мере прохождения по пучку уменьшаются вследствие его конденсации.
2. В горизонтальных пучках конденсат стекает с трубы на трубу, с одной стороны, увеличивая толщину плёнки на нижних трубах, что уменьшает теплоотдачу, с другой стороны, падение капель конденсата возмущает плёнку на нижних трубах, увеличивая теплоотдачу.

Интенсификация теплообмена в конденсаторах
Основной путь интенсификации — уменьшать толщину плёнки, удаляя её с поверхности теплообмена. С этой целью на вертикальных трубах устанавливают конденсатоотводные колпачки или закрученные рёбра. Например, колпачки, установленные с шагом 10 см, увеличивают теплообмен в 2-3 раза. На горизонтальных трубах ставят невысокие рёбра, по которым конденсат быстро стекает. Эффективна подача пара тонкими струйками, разрушающими плёнку (теплообмен увеличивается в 3÷10 раз).
Влияние примеси газов на конденсацию
При содержании в паре даже небольшой примеси неконденсирующихся газов теплоотдача резко уменьшается, так как газ остаётся у стенки после конденсации пара и, накапливаясь, препятствует продвижению пара к стенке. Так, при содержании в паре 1 % воздуха теплоотдача снижается в 2,5 раза, 2 % — более чем в 3 раза.
При движении пара это влияние много меньше, но всё равно в промышленных установках воздух приходится откачивать из конденсаторов (иначе он занимает объём аппарата). И стараются вообще исключить его присутствие в паре.
Так как конденсация — процесс, обратный к кипению, то основная расчётная формула по существу та же, что при кипении:
{\displaystyle G=Q/\gamma ,}
где {\displaystyle G} — количество образующегося конденсата (конденсирующегося пара), кг/с;
{\displaystyle Q} — отводимый от стенки тепловой поток, Вт;
{\displaystyle \gamma } — теплота фазового перехода, Дж/кг.
Эта формула не учитывает теплоту охлаждения пара до температуры насыщения {\displaystyle t_{s}}  и последующего охлаждения конденсата. Их нетрудно учесть при известных температурах пара на входе и конденсата на выходе. Но, в отличие от случая кипения, здесь сложно оценить даже приближенно величину Q из-за небольшого температурного напора теплопередачи (от пара к теплоносителю, охлаждающему стенку). Формулы для различных случаев конденсации имеются в учебниках и справочниках.

### Конденсация насыщенных паров
При наличии жидкой фазы вещества конденсация происходит при сколь угодно малых пересыщениях и очень быстро.
В этом случае возникает подвижное равновесие между испаряющейся жидкостью и конденсирующимися парами.
Уравнение Клапейрона — Клаузиуса определяет параметры этого равновесия — в частности, выделение тепла при конденсации и охлаждение при испарении.

### Конденсация перенасыщенного пара
Наличие перенасыщенного пара возможно в следующих случаях:
- отсутствие жидкой или твёрдой фазы того же вещества.
- отсутствие ядер конденсации — взвешенных в атмосфере твёрдых частиц или капелек жидкости, а также ионов (наиболее активные ядра конденсации).
- конденсация в атмосфере другого газа — в этом случае скорость конденсации ограничена скоростью диффузии паров из газа к поверхности жидкости.

Прибор ядерной физики — камера Вильсона — основана на явлении конденсации на ионах.
При отсутствии ядер конденсации пересыщение может достигать 800—1000 и более процентов.
В этом случае конденсация начинается во флуктуациях плотности пара (точках случайного уплотнения вещества).

### Конденсация ненасыщенного пара
Конденсация ненасыщенного пара возможна в присутствии порошкообразных или твёрдых пористых тел. Кривая (в данном случае вогнутая) поверхность изменяет равновесное давление и инициирует капиллярную конденсацию.

### Конденсация в твёрдую фазу
Конденсация, минуя жидкую фазу, происходит через образование мелких кристалликов (десублимация). Это возможно в случае давления паров ниже давления в тройной точке при пониженной температуре.

### Конденсат на окнах
Образование конденсата на стёклах происходит в холодное время года. Образование конденсата на окнах происходит из-за понижения температуры поверхности ниже температуры точки росы. Температура точки росы зависит от температуры и влажности воздуха в помещении. Причина образования конденсата на окнах может состоять как в чрезмерном повышении влажности внутри помещения, вызванном нарушением вентиляции, так и в невысоких теплоизолирующих свойствах стеклопакета, металлопластиковой рамы, оконной коробки, в неправильной глубине монтажа окна в однородной стене, неправильной глубине монтажа относительно слоя стенового утеплителя, в полном отсутствии, либо в некачественном утеплении оконных откосов.

### Конденсация пара в трубах
По мере прохождения по трубе пар постепенно конденсируется и на стенках образуется плёнка конденсата. При этом расход пара G" и его скорость  в связи с уменьшением массы пара уменьшаются по длине трубы, а расход конденсата G увеличивается.  Основной особенностью процесса конденсации в трубах является наличие динамического взаимодействия между паровым потоком и плёнкой. На плёнку конденсата действует также сила тяжести. В итоге в зависимости от ориентации трубы в пространстве и скорости пара характер движения конденсата может быть различным.  В вертикальных трубах при движении пара сверху вниз силы тяжести и динамического воздействия парового потока совпадают по направлению и плёнка конденсата стекает вниз. В коротких трубах при небольшой скорости парового потока течение плёнки в основном определяется силой тяжести аналогично случаю конденсации неподвижного пара на вертикальной стенке. Такой же оказывается и интенсивность теплоотдачи. При увеличении скорости  пара интенсивность теплоотдачи растет. Это объясняется уменьшением толщины конденсатной плёнки, которая под воздействием парового потока течёт быстрее. В длинных трубах при больших скоростях движения пара картина процесса усложняется. В этих условиях наблюдаются частичный срыв жидкости с поверхности плёнки и образование парожидкостной смеси в ядре потока. При этом влияние силы тяжести постепенно утрачивается, и закономерности процесса перестают зависеть от ориентации трубы в пространстве. В горизонтальных трубах при не очень больших скоростях парового потока взаимодействие сил тяжести и трения пара о плёнку приводит к иной картине течения. Под влиянием силы тяжести плёнка конденсата стекает по внутренней поверхности трубы вниз. Здесь конденсат накапливается и образует ручей. На это движение накладывается движение конденсата в продольном направлении под воздействием парового потока. В итоге интенсивность теплоотдачи оказывается переменной по окружности трубы: в верхней части более высокая, чем в нижней. Из-за затопления нижней части сечения горизонтальной трубы конденсатом средняя интенсивность теплоотдачи при небольших скоростях пара может оказываться даже более низкой, чем при конденсации неподвижного пара снаружи горизонтальной трубы того же диаметра.